# Passioni in comune
Passioni in comune (Never on Tuesday) è un film statunitense del genere commedia  del 1988 diretto da Adam Rifkin.

## Trama
Matt, Eddie  e Tuesday restano bloccati nel deserto in automobile.